# 常徳寺 (奈良市)
常徳寺（じょうとくじ）は、奈良県奈良市北向町にある日蓮宗の寺院。山号は 法性山。本堂は貞享3年（1686年）建立で奈良県指定文化財。享保年間（1716年-1737年）に柳生藩家老小山田主鈴が奉納した朝日妙見大菩薩を祀る。旧本山は京都頂妙寺、親師法縁。

## 歴史
暦応3年（1340年）立正大師日蓮が南都遊学中に起居していたと伝わる東大寺塔中法性房を中山法華経寺3世浄行院日祐が改宗した。慶長4年（1599年）現在地に移転した。

## 交通アクセス
- 奈良交通バス（中循環外回り）で「本子守町」下車、徒歩2分（経路案内）。
- 近鉄奈良駅7-S出口より徒歩6分（経路案内）。
- JR奈良駅東口より徒歩7分（経路案内）。

## 旧末寺
日蓮宗は昭和16年（1941年）に本末を解体したため、現在では、旧本山、旧末寺と呼びならわしている。
- 長久山妙福寺（宇陀市大宇陀区平尾）
- 寂而山常照寺（奈良県高市郡高取町大字清水谷）

## 参考資料
- 日蓮宗寺院大鑑編集委員会『宗祖第七百遠忌記念出版 日蓮宗寺院大鑑』大本山池上本門寺 (1981年)
- 『奈良県教育委員会告示一』奈良県教育委員会、平成3年3月8日付